# 科洛梅尔斯
科洛梅尔斯，是西班牙加泰罗尼亚赫罗纳省的一个市镇。总面积4平方公里，总人口203人（2001年），人口密度51人/平方公里。